# Modello
 (juin 2015).
Si vous disposez d'ouvrages ou d'articles de référence ou si vous connaissez des sites web de qualité traitant du thème abordé ici, merci de compléter l'article en donnant les références utiles à sa vérifiabilité et en les liant à la section « Notes et références ».
Pour l’article homonyme, voir Palais Modello.

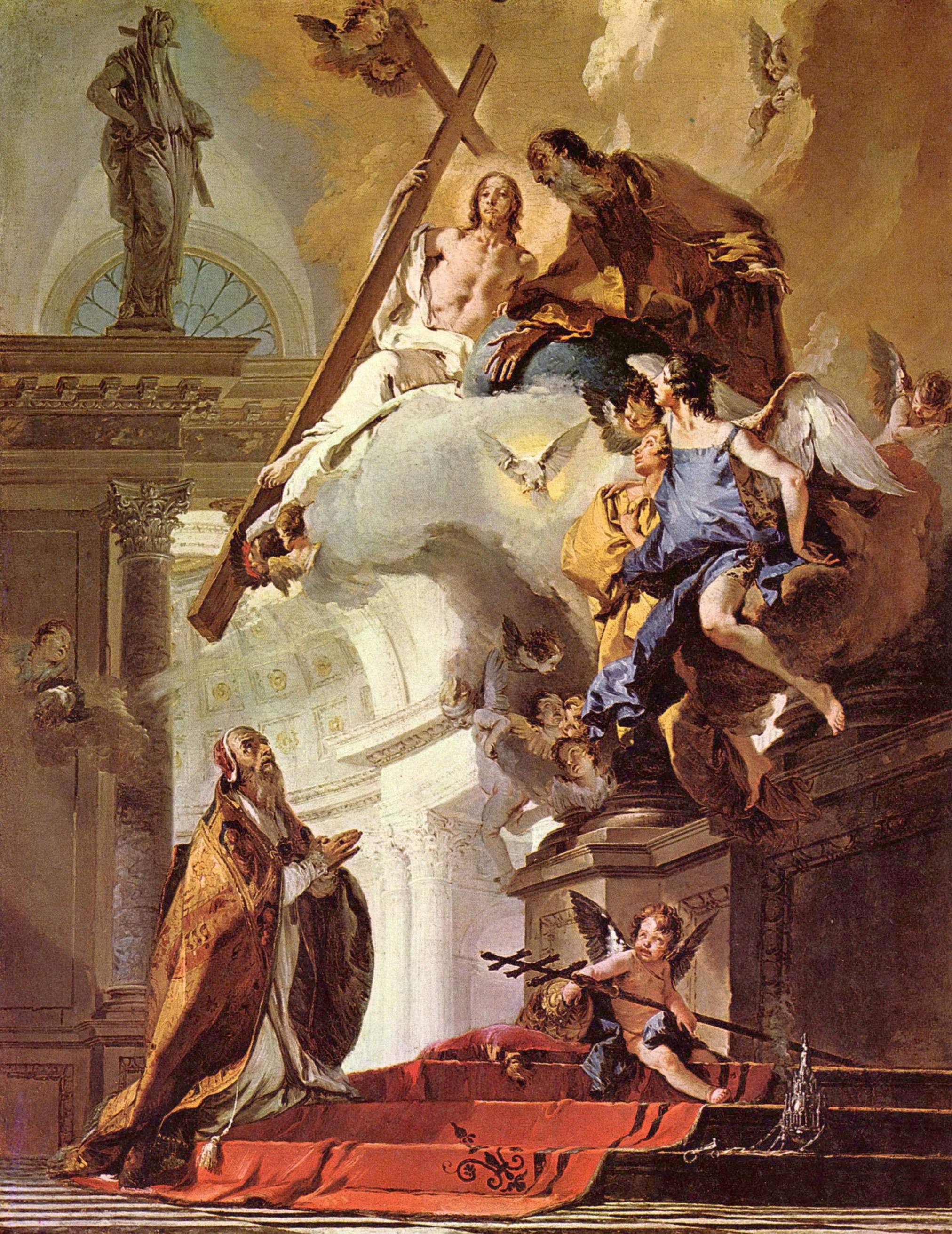
Un croquis à l'huile modello, par Tiepolo, pour ceci, un retable de 5 mètres de haut.

Un modello est, en histoire de l'art, l'étude préparatoire, généralement à une plus petite échelle, d'une œuvre d'art ou d'architecture. 
Ce terme d'origine italienne (au pluriel modelli) signifie « maquette » ; il apparaît dans les milieux artistiques de Toscane, au XIVe siècle.

## Exemples
XVIIe siècle
- Jacob Jordaens : Jeune cavalier en levade devant Mercure et Mars, carton de tapisserie (96 × 153 cm), musée des beaux-arts du Canada (inv. no 14810).
- Peinture flamande : Les Israélites récoltant la mane dans le désert, Los Angeles County Museum of Art.
- Simon Vouet : Anges portant la colonne de la Passion et Anges portant les instruments de la Passion.

- Charles de la Fosse : Apothéose de saint Louis, décor de la coupole de l'église, musée de l'Armée aux Invalides, Paris[1].

XIXe siècle
- Auguste-Hyacinthe Debay : Le Corps de Lucrèce transporté sur la place de Collatie (59 × 69,5 cm).
- Jean-Auguste-Dominique Ingres :  Le Vœu de Louis XIII (36 × 23 cm), musée Ingres, Montauban[2].

XXe siècle
- Franz Marc : Chevaux dans le paysage (12,1 × 19,6 cm).